# Шестак, Иван Михайлович
Иван Михайлович Шестак (5 марта 1940 года, д. Опечки, Минская область, БССР, СССР – 14 марта 2024 года, Тында, Амурская область, РФ) – советский и российский журналист, драматург и писатель. Создатель и редактор газеты «Байкало-Амурская магистраль» в 1974 – 1978 годах. Основатель и первый руководитель литературной студии «Звено» (1974). Член Союза журналистов СССР и Союза писателей РФ.

## Биография
Иван Михайлович Шестак родился 5 марта 1940 года в белорусской деревне Опечки Минской области в семье крестьян. Помимо него в семье было ещё 2 брата.
Семья Шестаков пережила войну. В 1957 году Иван поступил в Минский ФЗУ пищевой промышленности, который успешно окончил, получив специальность слесаря.
В годы учёбы вступил в ряды комсомола. Активно участвовал в художественной самодеятельности.
По комсомольской путёвке работал в северных областях Казахской ССР на поднятии целины. Работал плотником в СМП-301 треста "Омсктрансстрой", обустраивая целинные совхозы. 
В 1959-1962 годах проходил службу в рядах Советской армии в танковых войсках в Уссурийске.
В 1962 году прибыл на строительство Усть-Илимской и Братской ГЭС, где работал плотником, бетонщиком, арматурщиком. 
С 1965 года параллельно с основной работой начинает журналистскую деятельность как литературный сотрудник газеты "Огни Ангары", затем становится редактором Братской редакции радиовещания, ответственным секретарем Братской городской газеты "Красное Знамя". После завершения строительства Братской ГЭС окончил школу рабочей молодёжи и заочно окончил факультет журналистики Высшей партийной школы при ЦК КПСС.
15 марта 1974 года страна услышала слово «БАМ». На заседании в Алма-Ате, посвящённому 20-летию начала освоения целины, в своей речи Генеральный секретарь ЦК КПСС Леонид Ильич Брежнев сказал:

«Байкало-Амурская магистраль — железная дорога, которая пересечёт всю Восточную Сибирь и Дальний Восток… Вдоль неё вырастут посёлки и города, промышленные предприятия и рудники… Эта стройка станет всенародной. В ней примут участие все республики и, в первую очередь, наша молодёжь…»
26 апреля 1974 года на XVII съезде ВЛКСМ БАМ был объявлен всесоюзной ударной комсомольской стройкой.
Иван Шестак не мог стоять в стороне от этих событий: написав письмо в Амурский обком КПСС, он предложил организовать газету на всесоюзной стройке. Вскоре, получив согласие обкома, в сентябре 1974 года он приезжает вместе с семьёй на БАМ. Много лет спустя Иван Михайлович будет вспоминать в беседе с журналистами:

"Понимаешь, время было такое. Тут жизнь бурлила! Строили, созидали, надеялись..."
На БАМе он был назначен редактором газеты «Байкало-Амурская магистраль». Начинать приходилось с нуля: первоначально у редакции не было своего помещения и даже печатной машинки. Тем не менее, уже 5 октября 1974 года вышел первый номер газеты.
Энергия главного редактора газеты помогла ему объединить вокруг себя творческую молодёжь. Вскоре это принесло плоды: в 1974 году он организовал литературную студию «Звено», в состав которой вошли увлечённые литературной работой люди со всей магистрали. Это позволило создать сеть внештатных корреспондентов, которые своевременно освещали на страницах газеты ход строительства железной дороги.
Во исполнение постановления ЦК КПСС за подписью М.А. Суслова от 1978 года о создании общетрассовой бамовской газеты ГлавБАМСтрой обеспечил издание необходимой материально-технической базой. Газету решили назвать «БАМ».
Одновременно с журналистской работой Иван Михайлович Шестак проявил себя талантливым драматургом. Он является автором 8 пьес, по которым ставились спектакли в Амурском и Читинском театрах драмы. 
В 1983-1984 годах пьеса И.М. Шестака «Обход» победила во всесоюзном конкурсе и с успехом была показана на сцене столичного театра "Ленком" во время гастролей Амурского театра драмы. Пьеса "Запас прочности" (в постановке Читинского театра) с успехом прошла на сцене столичного театра МХАТ. 
В 1978-1997 годах был главным редактором газеты «БАМ». 
В 1999-2001 годах - редактор Тындинской газеты "Авангард". 
В 2001-2002 годах - пресс-секретарь оперативной группы Балтийской строительной компании "Восток", базирующейся в Тынде. 
В 2002-2004 годах занимал должность редактора газеты "Мосты магистрали". 
В 2004-2005 годах - пресс-секретарь Тындинского отделения Дальневосточной железной дороги. 
С 2006 года - пресс-секретарь в ООО «БСК-Взрывпром». До последних дней вел активный образ жизни и занимался общественной деятельностью.
Умер 14 марта 2024 года в Тынде. Соболезнования родным и близким Ивана Шестака выразили лично губернатор Амурской области Василий Орлов и мэр Тынды Сергей Гуляев.

## Награды
Награжден медалями "За строительство Байкало-Амурской магистрали" (1980), "За трудовую доблесть" (1981), "Ветеран труда", орденом "Дружбы народов" (1985), знаком "Почетный железнодорожник" (1985). Почётный гражданин города Тынды (2005).

## Избранная библиография
- И.М. Шестак. «Здесь мой причал и здесь мои друзья…». Тында, 2004;
- И.М. Шестак. Творец своего счастья. Благовещенск, 2009;
- И.М. Шестак. БАМ: Километры эпохи. Факты. События. Размышления. Тында – Новосибирск, 2009;
- И.М. Шестак. У каждого из нас своя дорога…: Стихи, сцены из пьес, воспоминания. Благовещенск, 2012.